# Aleksandar Pavlović (cầu thủ bóng đá)
Aleksandar Pavlović (Kirin Serbia: Александар Павловић, sinh ngày 3 tháng 5 năm 2004) là một cầu thủ bóng đá chuyên nghiệp người Đức hiện đang thi đấu ở vị trí tiền vệ phòng ngự cho câu lạc bộ Bundesliga Bayern München và đội tuyển bóng đá quốc gia Đức.

## Sự nghiệp câu lạc bộ

### Bayern Munich

#### Sự nghiệp cầu thủ trẻ
Pavlović là sản phẩm của SC Fürstenfeldbruck. Sau đó, anh chuyển đến học viện của Bayern Munich vào năm 2011. Vào ngày 23 tháng 7 năm 2021, Pavlović gia hạn hợp đồng đến năm 2022. Vào ngày 3 tháng 5 năm 2022, anh ký hợp đồng có thời hạn đến năm 2024 với Bayern Munich. Cùng tháng đó, anh lần đầu tiên tập luyện cùng đội một của Bayern Munich, sau đó có mặt trên băng ghế dự bị trong một vài trận đấu tại Bundesliga.

#### Đội một
Pavlović chơi cho đội một của Bayern trong giai đoạn tiền mùa giải vào mùa hè năm 2023. Anh có trận ra mắt cho đội một của Bayern Munich với tư cách là cầu thủ dự bị trong chiến thắng 8–0 trước Darmstadt 98tại Bundesliga vào ngày 28 tháng 10 năm 2023. Vào ngày 1 tháng 11 năm 2023, anh ký hợp đồng chuyên nghiệp có thời hạn đến năm 2027 với Bayern Munich. Vào ngày 4 tháng 11, anh đã thực hiện pha kiến tạo đầu tiên tại Bundesliga cho bàn thắng thứ ba của Harry Kane trong chiến thắng 4–0 trên sân khách trước Borussia Dortmund. Một tuần sau, anh ra sân lần đầu tiên tại Bundesliga trong chiến thắng 4–2 trước 1. FC Heidenheim. Vào ngày 29 tháng 11, anh có trận ra mắt tại Champions League khi vào sân từ băng ghế dự bị ở phút 64 trong trận hòa 0–0 trước Copenhagen. Vào ngày 27 tháng 1 năm 2024, anh ghi bàn thắng đầu tiên tại Bundesliga trong chiến thắng 3–2 trên sân khách trước FC Augsburg. Vào ngày 16 tháng 6, anh đã gia hạn hợp với câu lạc bộ đồng đến năm 2029.

## Sự nghiệp quốc tế
Pavlović sinh ra ở Đức, có cha là người Serbia và mẹ là người Đức gốc Serbia. Vì vậy, Pavlović mang hai quốc tịch Đức và Serbia. Vào tháng 9 năm 2021, anh được gọi vào đội tuyển U-18 quốc gia Serbia để thi đấu tại một trận giao hữu. Vào tháng 11 năm 2023, anh được gọi vào đội tuyển U-20 quốc gia Đức.
Vào ngày 14 tháng 3 năm 2024, anh được huấn luyện viên trưởng Julian Nagelsmann triệu tập vào đội tuyển quốc gia Đức cho các trận giao hữu với Pháp và Hà Lan. Tuy nhiên, anh đã bỏ lỡ cả hai trận đấu do bị viêm amidan.
Kể từ tháng 5 năm 2024, anh đã được chọn vào đội tuyển sơ bộ của Đức tham dự UEFA Euro 2024. Vào ngày 3 tháng 6, anh có trận ra mắt cho đội tuyển quốc gia Đức trong trận giao hữu với Ukraina trước thềm UEFA Euro 2024. Anh đã được xác nhận có tên trong đội hình 26 người chung cuộc của Đức tham dự UEFA Euro 2024 nhưng đã phải rút lui vì bị ốm.

## Thống kê sự nghiệp
Tính đến 5 tháng 7 năm 2025
| Câu lạc bộ          | Mùa giải            | Giải đấu            | Giải đấu | Giải đấu | DFB-Pokal | DFB-Pokal | Châu lục | Châu lục | Khác | Khác | Tổng cộng | Tổng cộng |
| Câu lạc bộ          | Mùa giải            | Hạng đấu            | Trận     | Bàn      | Trận      | Bàn       | Trận     | Bàn      | Trận | Bàn  | Trận      | Bàn       |
| ------------------- | ------------------- | ------------------- | -------- | -------- | --------- | --------- | -------- | -------- | ---- | ---- | --------- | --------- |
| Bayern Munich II    | 2022–23             | Regionalliga Bayern | 6        | 0        | —         | —         | —        | —        | —    | —    | 6         | 0         |
| Bayern Munich II    | 2023–24             | Regionalliga Bayern | 3        | 0        | —         | —         | —        | —        | —    | —    | 3         | 0         |
| Bayern Munich II    | Tổng cộng           | Tổng cộng           | 9        | 0        | —         | —         | —        | —        | —    | —    | 9         | 0         |
| Bayern Munich       | 2023–24             | Bundesliga          | 19       | 2        | 0         | 0         | 3        | 0        | —    | —    | 22        | 2         |
| Bayern Munich       | 2024–25             | Bundesliga          | 21       | 1        | 2         | 0         | 5        | 0        | 5    | 0    | 33        | 1         |
| Bayern Munich       | Tổng cộng           | Tổng cộng           | 40       | 3        | 2         | 0         | 8        | 0        | 5    | 0    | 55        | 3         |
| Tổng cộng sự nghiệp | Tổng cộng sự nghiệp | Tổng cộng sự nghiệp | 49       | 3        | 2         | 0         | 8        | 0        | 5    | 0    | 64        | 3         |

1. 1 2  Số lần ra sân tại UEFA Champions League
2. ↑  Số lần ra sân tại FIFA Club World Cup

### Quốc tế
Tính đến 4 tháng 6 năm 2025
| Đội tuyển quốc gia | Năm       | Trận | Bàn |
| ------------------ | --------- | ---- | --- |
| Đức                | 2024      | 4    | 1   |
| Đức                | 2025      | 1    | 0   |
| Tổng cộng          | Tổng cộng | 5    | 1   |

Tính đến 14 tháng 10 năm 2024
Tỷ số và kết quả được liệt kê đầu tiên là số bàn thắng của Đức.
| No. | Ngày               | Địa điểm                            | Lần ra sân | Đối thủ | Bàn thắng | Kết quả | Giải đấu                    |
| --- | ------------------ | ----------------------------------- | ---------- | ------- | --------- | ------- | --------------------------- |
| 1   | 7 tháng 9 năm 2024 | Merkur Spiel-Arena, Düsseldorf, Đức | 2          | Hungary | 4–0       | 5–0     | UEFA Nations League 2024–25 |

## Danh hiệu
Bayern Munich
- Bundesliga: 2024–25[26]
- Franz Beckenbauer Supercup: 2025[27]